# Carlos Mendieta y Montefur

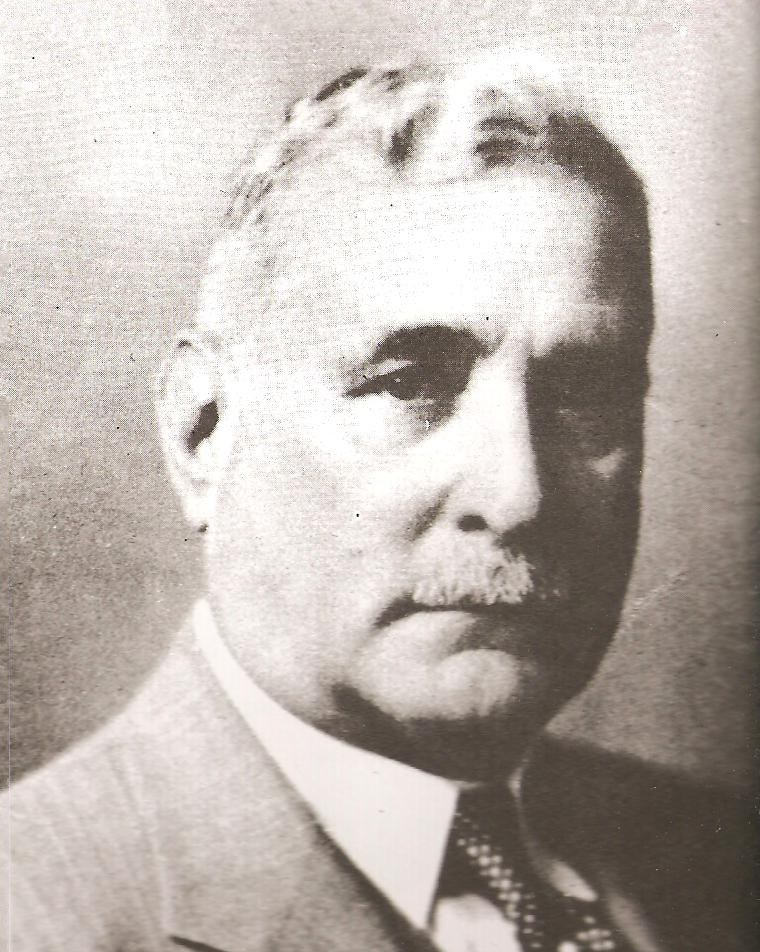
Carlos Mendieta

Carlos Mendieta y Montefur (* 4. November 1873 in San Antonio de las Vueltas, Las Villas; † 1960) war ein kubanischer Arzt und Politiker und vom 18. Januar 1934 bis zum 12. Dezember 1935 Präsident der Republik Kuba.
Carlos Mendieta nahm als Oberst auf der Seite der kubanischen Unabhängigkeitsbewegung gegen die spanische Kolonialherrschaft am Unabhängigkeitskrieg (1895–1898) teil. Nach dem Krieg gründete er zusammen mit José Miguel Gómez die „Republikanische Bundespartei“ (Partido Republicano Federál), für die er ins Parlament gewählt wurde.
Ebenfalls zusammen mit José Miguel Gómez gründete er 1904 die „Konservative Partei“ (Partido Conservador). Mendieta trennte sich politisch von Gómez und unterstützte Alfredo Zayas y Alfonso gegen den Präsidenten Mario García Menocal. 1916 kandidierte er mit Zayas: Zayas als Präsidentschaftskandidat, Mendieta als Vizepräsident. 1917 unternahm Mendieta zusammen mit Zayas einen Putschversuch gegen Menocal und ging nach der Niederlage für ein Jahr ins Exil. 1918 kehrte er nach Kuba zurück und wurde wieder Abgeordneter. In parteiinternen Auseinandersetzungen der „Liberalen Partei“ unterlag er dem Kandidaten Gerardo Machado. Nach Ablauf der Wahlperiode zog er sich nach Camagüey ins Privatleben zurück und widmete sich seinen Geschäften. Wegen eines Zeitungsartikels („¡Adios, dictadura!“), der sich gegen die Diktatur Machados richtete, wurde Mendieta 1931 verhaftet.
Mendieta gründete die „Partei der Nationalen Einheit“ (Partido Unión Nacionalista) und wurde am 18. Januar 1934 nach einer Periode ständig wechselnder Präsidenten, von denen einer sogar nur sechs Stunden amtierte, der erste, der sich länger im Amt halten konnte (zwei Jahre). Seine Kandidatur wurde vom Armeechef Fulgencio Batista unterstützt, der im Hintergrund die eigentliche politische Macht ausübte.
Unter seiner Präsidentschaft wurde auf öffentlichen Druck das Platt Amendment aus der kubanischen Verfassung entfernt.